# Cogitariat
Cogitariat – w społeczeństwie informacyjnym kategoria osób lub klasa społeczna znajdująca się pomiędzy proletariatem i digitariatem. Termin ten określa osoby posiadające dostęp do Internetu i innych technologii informacyjnych, ale korzystające z niego w sposób bierny, tzn. osoby przeszukujące bazy danych, oglądające strony internetowe, jednak ich nie przekształcające.